# Wereldkampioenschap ijshockey vrouwen 2012
Het wereldkampioenschap ijshockey vrouwen 2012 was het 14e wereldkampioenschap ijshockey voor vrouwen in de hoogste divisie en werd gespeeld van 7 tot en met 14 april 2012 in de Verenigde Staten. De speellocaties waren de Cairns Arena en het Gutterson Fieldhouse, beide in Burlington. De groepswedstrijden van de Amerikaanse ploeg, de halve finale, de wedstrijd om de 3e plaats en de finale werden in het Gutterson Fieldhouse gespeeld. 
Het deelnemersveld bestond uit de nummers 1 tot en met 7 van het vorige wereldkampioenschap in 2011 en de winnaar van Divisie 1 2011, Duitsland. Wereldkampioen werd Canada met een 5-4 overwinning in de finale op de Verenigde Staten. De nummers 1 tot en met 7 plaatsten zich voor het volgende wereldkampioenschap in 2013. Degradant was nummer 8 Slowakije als verliezer van de best of three om de 7e plaats. 

## Wedstrijdformule
De nummers 1 tot en met 4 van het vorige wereldkampioenschap werden in groep A ingedeeld en de andere vier landen in groep B. In beide groepen werd een rond toernooi gespeeld. De nummers 1 en 2 van groep A gingen rechtstreeks door naar de halve finale. In de kwartfinale speelde de nummer 3 van groep A tegen de nummer 2 van groep B en de nummer 4 van groep A tegen de nummer 1 van groep B. De winnaars daarvan speelden in de halve finale tegen de nummers 1 en 2 van groep A en de verliezers om de 5e plaats. De winnaars van de halve finale speelden de finale en de verliezers om de 3e plaats. De nummers 3 en 4 van groep B speelden een best of three competitie om de 7e plaats en klassenbehoud.

## Kleurenschema in tabellen
|  | Ploegen die rechtstreeks naar de halve finale gaan  |
|  | Ploegen die doorgaan naar de kwartfinale            |
|  | Ploegen die naar de competitie om de 7e plaats gaan |

## Groep A

### Tabel
|    | Nationale ploeg  | Gesp. | 3 - 0 | 2 - 1 | 1 - 2 | 0 - 3 | Doelp. voor | Doelp. tegen | Doelsaldo | Punten |
| -- | ---------------- | ----- | ----- | ----- | ----- | ----- | ----------- | ------------ | --------- | ------ |
| 1. | Verenigde Staten | 3     | 3     | 0     | 0     | 0     | 29          | 2            | +27       | 9      |
| 2. | Canada           | 3     | 2     | 0     | 0     | 1     | 19          | 12           | +7        | 6      |
| 3. | Finland          | 3     | 1     | 0     | 0     | 2     | 7           | 18           | −11       | 3      |
| 4. | Rusland          | 3     | 0     | 0     | 0     | 3     | 5           | 28           | −23       | 0      |

### Wedstrijden
7 april
- Finland -  Rusland 5 – 4 (0-2, 2-0, 3-2)
- Verenigde Staten -  Canada 9 – 2 (5-0, 1-2, 3-0)

8 april
- Canada -  Finland 3 – 2 (1-0, 1-1, 1-1)
- Verenigde Staten -  Rusland 9 – 0 (2-0, 2-0, 5-0)

10 april
- Canada -  Rusland 14 – 1 (6-0, 5-0, 3-1)
- Finland -  Verenigde Staten 0 – 11 (0-2, 0-6, 0-3)

## Groep B

### Tabel
|    | Nationale ploeg | Gesp. | 3 - 0 | 2 - 1 | 1 - 2 | 0 - 3 | Doelp. voor | Doelp. tegen | Doelsaldo | Punten |
| -- | --------------- | ----- | ----- | ----- | ----- | ----- | ----------- | ------------ | --------- | ------ |
| 1. | Zwitserland     | 3     | 2     | 0     | 0     | 1     | 7           | 6            | +1        | 6      |
| 2. | Zweden          | 3     | 1     | 1     | 0     | 1     | 9           | 5            | +4        | 5      |
| 3. | Duitsland       | 3     | 1     | 0     | 1     | 1     | 6           | 8            | −2        | 4      |
| 4. | Slowakije       | 3     | 1     | 0     | 0     | 2     | 6           | 9            | −3        | 3      |

### Wedstrijden
7 april
- Slowakije -  Zweden 1 – 5 (0-1, 1-1, 0-3)
- Zwitserland -  Duitsland 2 – 3 (1-1, 1-2, 0-0)

8 april
- Zweden -  Duitsland 2 – 1 (0-0, 0-0, 1-1 - 1-0)
- Zwitserland -  Slowakije 2 – 1 (1-0, 0-1, 1-0)

10 april
- Zweden -  Zwitserland 2 – 3 (1-1, 0-0, 1-2)
- Duitsland -  Slowakije 2 – 4 (0-1, 1-2, 1-1)

## Best of three om de 7eplaats
11 april
- Duitsland -  Slowakije 2 – 1 (0-1, 1-0, 0-0 - 0-0 - 1-0)

13 april
- Slowakije -  Duitsland 1 – 3 (0-1, 0-1, 1-1)

## Competitie om de 1et/m 6eplaats

### Kwartfinale
11 april
- Rusland -  Zwitserland 2 – 5 (1-2, 1-3, 0-0)
- Finland -  Zweden 2 – 1 (2-0, 0-0, 0-1)

### Wedstrijd om de 5eplaats
13 april
- Rusland -  Zweden 1 – 2 (0-1, 0-0, 1-0 - 0-1)

### Wedstrijd om de 3eplaats
14 april
- Zwitserland -  Finland 6 – 2 (2-2, 1-0, 3-0)

### Halve finale
13 april
- Canada -  Finland 5 – 1 (2-0, 1-1, 2-0)
- Verenigde Staten -  Zwitserland 10 – 0 (3-0, 3-0, 4-0)

### Finale
14 april
- Verenigde Staten -  Canada 4 – 5 (1-1, 2-2, 1-1 - 0-1)

## Eindstand
| Plaats | Landenploeg      |
| ------ | ---------------- |
| Goud   | Canada           |
| Zilver | Verenigde Staten |
| Brons  | Zwitserland      |
| 4.     | Finland          |
| 5.     | Zweden           |
| 6.     | Rusland          |
| 7.     | Duitsland        |
| 8.     | Slowakije        |